# Пегрема
Пе́грема — нежилая деревня в Медвежьегорском районе Карелии, упразднённый населённый пункт.

## Общие сведения
Расположена на западном берегу Уницкой губы Онежского озера, примерно в 28 км от села Уница. В двух километрах к юго-западу от деревни располагается Пивгозеро.
Пегрема являлась типичным образцом деревянной архитектуры Заонежья. Она состояла из нескольких больших крестьянских домов, лицевые фасады которых обращены к озеру.
В 1770-х годах деревянная часовня Варлаама Хутынского была построена на небольшом мысе перед домами. В настоящее время часовня заброшена.
Постоянные жители покинули деревню в 1970-х годах.
В 1,3 км к северу от деревни расположен крупный археологический культовый комплекс «Пегрема», насчитывающий более 50 памятников периода мезолита-энеолита.
Памятник архитектуры второй половины XIX века — амбар из деревни Пегрема был перенесен в музей-заповедник «Кижи».
Численность населения в 1905 году составляла 116 человек.
Деревня была включена в список исторических поселений приказом Министерства культуры Республики Карелия № 325 от 29.12.1997 г. как комплексный памятник истории и архитектуры XVII века, но в 2019 г. этот приказ был отменён.
- Часовня Преподобного Варлаама Хутынского и трёх святителей в 1943 году  Объект культурного наследия № 1001457000№ 1001457000
- Нежилые, полуразрушенные дома в Пегреме (1998 год)
- Амбар из деревни Пегрема в музее-заповеднике «Кижи»  Объект культурного наследия № 1010021008№ 1010021008